# アメリカン・イーグル・アウトフィッターズ
アメリカン・イーグル・アウトフィッターズ（AMERICAN EAGLE OUTFITTERS）は、アメリカ合衆国のカジュアル系ファストファッションブランドである。
一般的には、「AEO」「アメリカン・イーグル」などと略されて呼ぶことが多い。主に「ローライズ・ジーンズ」や「Tシャツ」「ジャケット」等を、比較的リーズナブルな価格で販売している。アメリカでは若い世代を中心に非常に人気が高く、主な購買層は15～25歳辺り。北米に1000を超える販売店を有しているほか(2011年7月現在)、アジアや中東などで出店を続けている。

## 会社概要
1977年に、ペンシルベニア州ピッツバーグにて最高級のメンズ衣服やアクセサリーを販売していた「Silvermans Menswear, Inc (創業1904年)」の子会社として、1号店がオープン。その後も、着実に店舗を増やしていき、1991年には150を超える店舗を有していた。1996年～2001年まで平均して年間売上の増加を記録し、2001年には年間1億550万ドルもの純利益を挙げている。

## サブ・ブランド
- Bluenotes - 1999年創業で、カナダにてチェーン展開していた。アメリカン・イーグルよりも更に若年層をターゲットにしたデザインが多い。2000年に、経営不振を機に「YM Inc.」へ売却された。[3]

- aerie（エアリー） - 2006年創業の、主に若い世代の女性をターゲットにしたインナーブランド。下着やパジャマ等を中心に扱っており、全体的に肌に優しい素材を使用している。

- 77 kids - 2008年創業の、2歳～10歳の子供向けブランド。現在はまだ専門店が無いため、インターネットでの購入のみ可能。

## 日本における展開
2010年12月21日、青山商事が住金物産（現・日鉄物産）と共同出資して設立した株式会社イーグルリテイリングが、日本におけるAEOとエアリーのフランチャイズ展開権を獲得。2012年4月18日、東急不動産が東京都渋谷区神宮前4丁目の神宮前交差点（かつての原宿セントラルアパート跡地）に開業する東急プラザ 表参道原宿に1号店を、翌19日には江東区青海（臨海副都心）の複合施設ダイバーシティ東京 プラザに、相次いで開店した。2012年7月に千葉県船橋市のららぽーとTOKYO-BAYに、同年冬には豊島区東池袋1丁目で三井不動産グループが開発する商業ビルに出店。その後も店舗網を増やしていった。
2019年6月、事業見直しの一環で、表参道と池袋の旗艦店2店舗を年内に閉店する方針が明らかになった。そして同年11月25日、青山商事は12月31日までに国内全33店舗を閉店、日本事業から撤退することを決めた。
AEOは日本を重要な市場と位置づけ、ネット販売の推進とエアリーの強化を通じて、事業を継続していく方針を表明しており、2020年7月、AEOの日本サイトでオンライン販売を開始。2021年にはアンバサダーとして赤西仁と錦戸亮を起用した。エアリーについても、2021年6月からオンライン販売を開始している。その後、2022年10月に渋谷と池袋に旗艦店を出店することを同年9月に発表した。2023年9月には東急プラザ表参道原宿店をオープンするなど実店舗を徐々に増やしていたが、2024年1月末で国内全店舗を閉店。オンラインショップの運営は継続されるものの、事実上日本市場から再撤退した。